# Bakszani járás

A Bakszani járás a Kabard- és Balkárföldön

A Bakszani járás (oroszul Баксанский район, kabard nyelven Бэхъсэн къедзыгъуэ, balkár nyelven Басхан район) Oroszország egyik járása a Kabard- és Balkárföldön. Székhelye Bakszan.

## Népesség
- 1989-ben 96 259 lakosa volt.
- 2002-ben 114 888 lakosa volt, melyből 106 871 kabard (93%), 5 339 orosz (4,6%), 1 061 balkár, 150 ukrán, 121 koreai, 49 oszét, 38 német, 36 zsidó, 6 török.
- 2010-ben 60 970 lakosa volt, melyből 58 328 kabard (95,7%), 1 379 orosz (2,3%), 913 balkár (1,5%).

A balkárok és az oroszok főleg kisebb falvak lakói. Az oroszok arányszáma még Bakszan városában jelentősebb.